# راف فالون
راف فالون (بالإيطالية: Raf Vallone)‏ (و. 1916 – 2002 م) هو لاعب كرة قدم، وصحفي، وممثل مسرحي، وممثل أفلام، من إيطاليا، مركز لعبه هو لاعب وسط، توفي في روما، عن عمر يناهز 86 عاماً.

## التعليم
تعلم في جامعة تورينو.

## جوائز
حصل على جوائز منها:
- وسام استحقاق الجمهورية الإيطالية.

## وصلات خارجية
- راف فالون على موقع IMDb (الإنجليزية)
- راف فالون على موقع روتن توميتوز (الإنجليزية)
- راف فالون على موقع مونزينجر (الألمانية)
- راف فالون على موقع قاعدة بيانات الأفلام العربية
- راف فالون على موقع ألو سيني (الفرنسية)
- راف فالون على موقع تيرنر كلاسيك موفيز (الإنجليزية)
- راف فالون على موقع أول موفي (الإنجليزية)
- راف فالون على موقع قاعدة بيانات الأفلام السويدية (السويدية)
- راف فالون على موقع إن إن دي بي (الإنجليزية)
- راف فالون على موقع ديسكوغز (الإنجليزية)